# Affaire des feux de Séron
L'affaire des feux de Séron est un fait divers amplement médiatisé qui a secoué le village bigourdan de Séron au mois d'août 1979.
Entre le lundi 6 août et le samedi 25 août 1979, la ferme des Lahorre, agriculteurs à Séron, dans les Hautes-Pyrénées, subit 97 départs de « feux mystérieux ».
L'affaire mobilise la presse régionale, mais aussi nationale voire internationale - elle fait la une de l'hebdomadaire français VSD et l'hebdomadaire américain Newsweek lui consacre une page entière. Environ deux cents journalistes visitent Séron en ce mois d'août 1979.
Le mystère est résolu par l'arrestation des deux incendiaires le 26 août. Le tribunal correctionnel de Tarbes les condamne respectivement le 18 mai 1984 à six mois et un an d'emprisonnement, assortis du sursis.